# Lennart Kolte

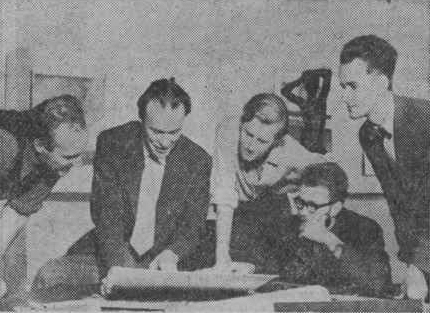
Lennart Kolte (längst till vänster) studerar skolplaner.

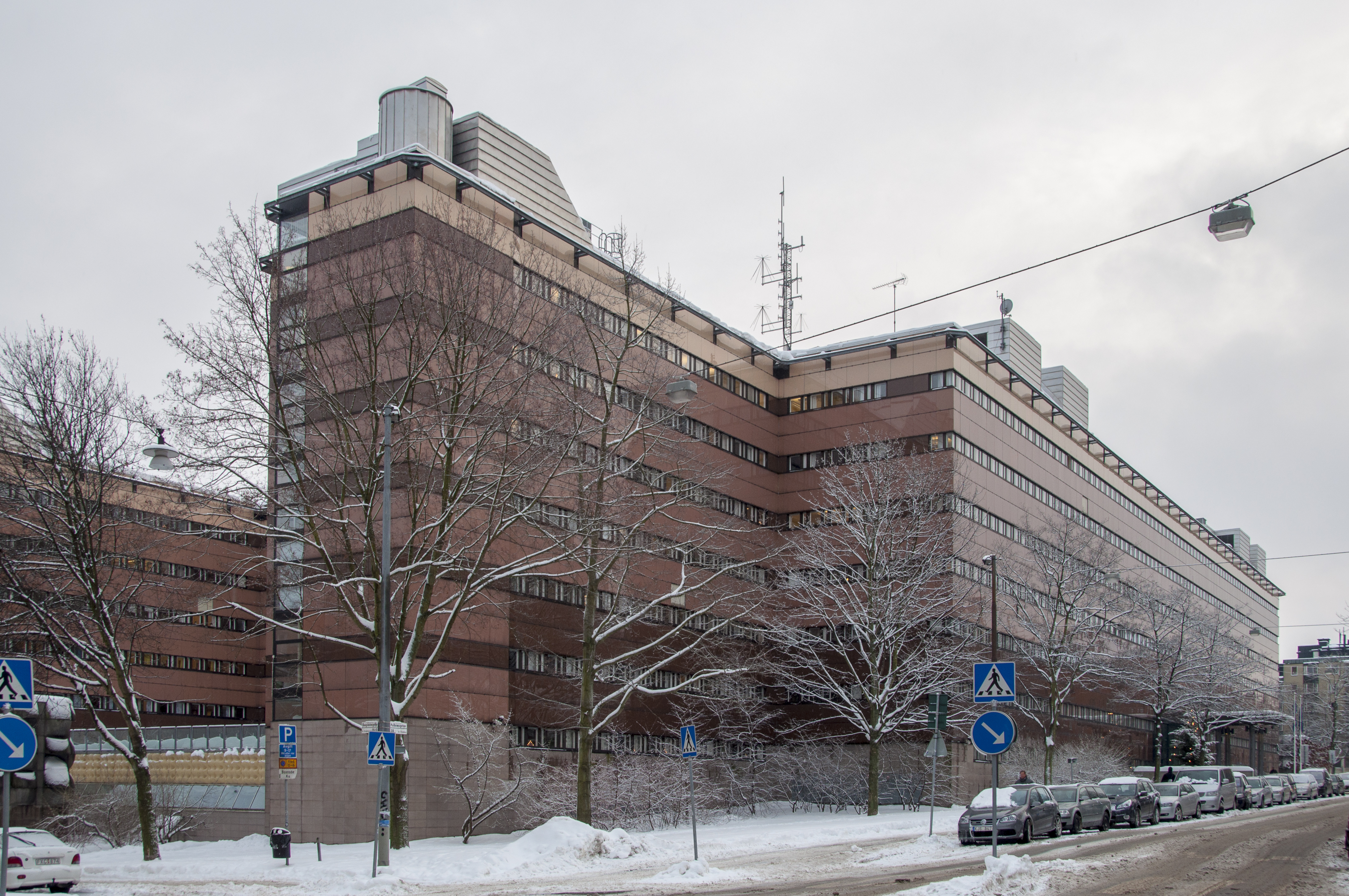
Polishuset på Kungsholmen

Sven Lennart Kolte, född 27 september 1928 i Mogata, död 4 mars 1994 i Oscars församling i Stockholm, var en svensk arkitekt.
Kolte examinerades från Kungliga Tekniska Högskolan 1955. Han var anställd på Kooperativa förbundets arkitektkontor från 1954 och mellan 1957 och 1960 hos Bengt Hidemark. Han drev därefter egen verksamhet. Kolte knöts 1966 till Byggnadsstyrelsen i Stockholm som VD för dess arkitekt- och projektbolag BS Konsult AB och 1972 ritade han de tre skivhus som uppfördes av Rikspolisstyrelsen vid Stockholms polishus. År 1976 engagerades han av Byggnadsstyrelsen för att leda ombyggnadsprojekten inför flytten av rikets styre till "Gamla Riksdagshuset" och till Rosenbad.
År 1979 utsågs Kolte till teknisk direktör på Byggnadsstyrelsen och ledde i praktiken själv verksamheten där de senare åren fram till sin pensionering 1993. Kolte är gravsatt i minneslunden på Galärvarvskyrkogården i Stockholm.
Han var från 1954 till sin död gift med gymnastikdirektör Jane Ericsson.